# Comuna Batrad, Bereg
Batrad (în ucraineană Батрадь) este o comună în raionul Bereg, regiunea Transcarpatia, Ucraina, formată din satele Batrad (reședința) și Horonhlab.

## Demografie
Componența lingvistică a comunei Batrad
     Maghiară (77,75%)
     Ucraineană (21,19%)
     Rusă (1,02%)
     Alte limbi (0,04%)
Conform recensământului din 2001, majoritatea populației comunei Batrad era vorbitoare de maghiară (77,75%), existând în minoritate și vorbitori de ucraineană (21,19%) și rusă (1,02%).